# Evangelische Kirche (Leidenhofen)

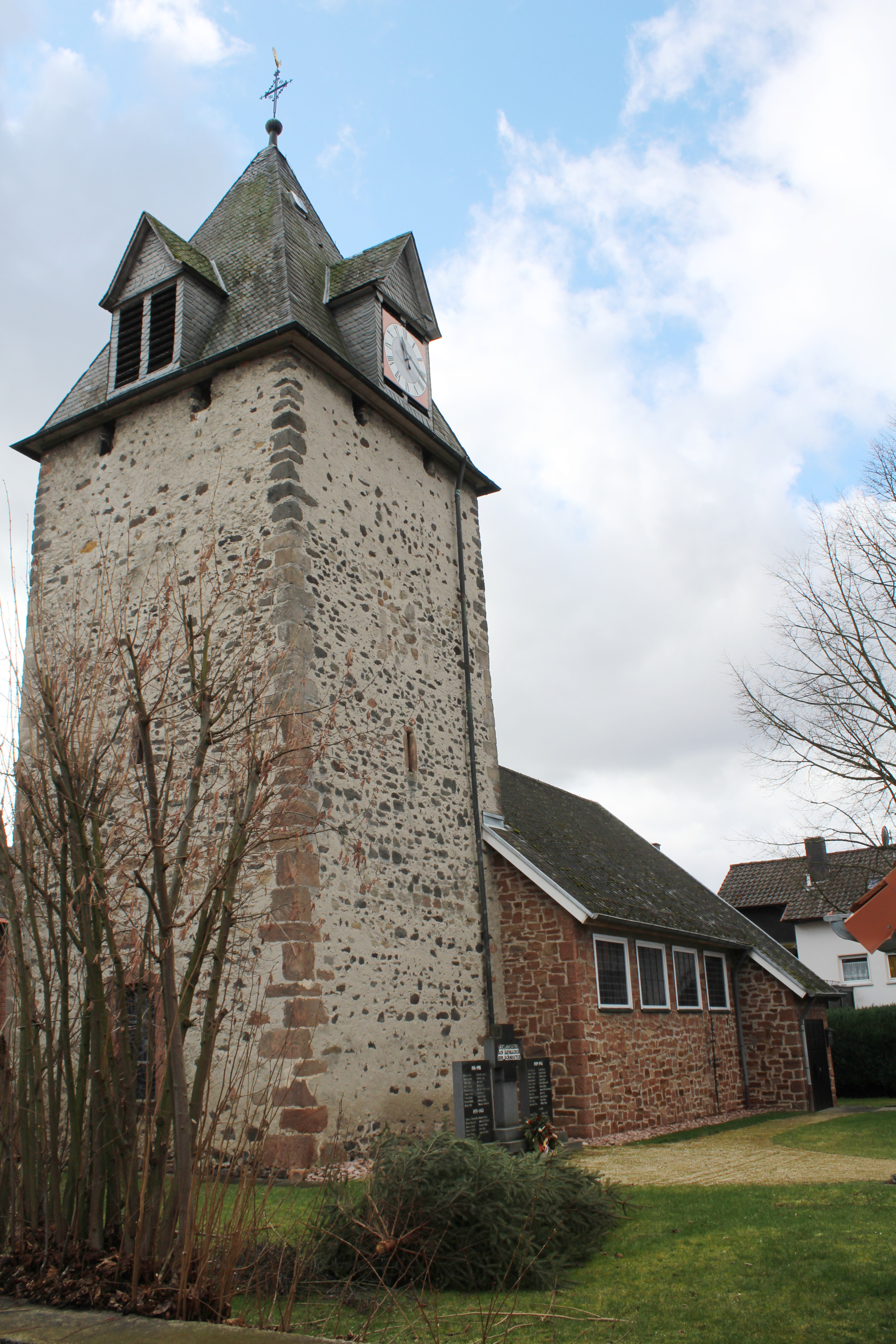
Kirche in Leidenhofen von Nordosten

Die Evangelische Kirche in Leidenhofen in der Gemeinde Ebsdorfergrund im Landkreis Marburg-Biedenkopf (Hessen) ist eine mittelalterliche Chorturmkirche aus dem 13. Jahrhundert, deren Schiff 1967 erneuert wurde. Die aus geschichtlichen und städtebaulichen Gründen denkmalgeschützte Kirche ist das älteste Gebäude des Ortes und prägt mit ihrem erkerbesetzten Wehrturm das Ortsbild.

## Geschichte

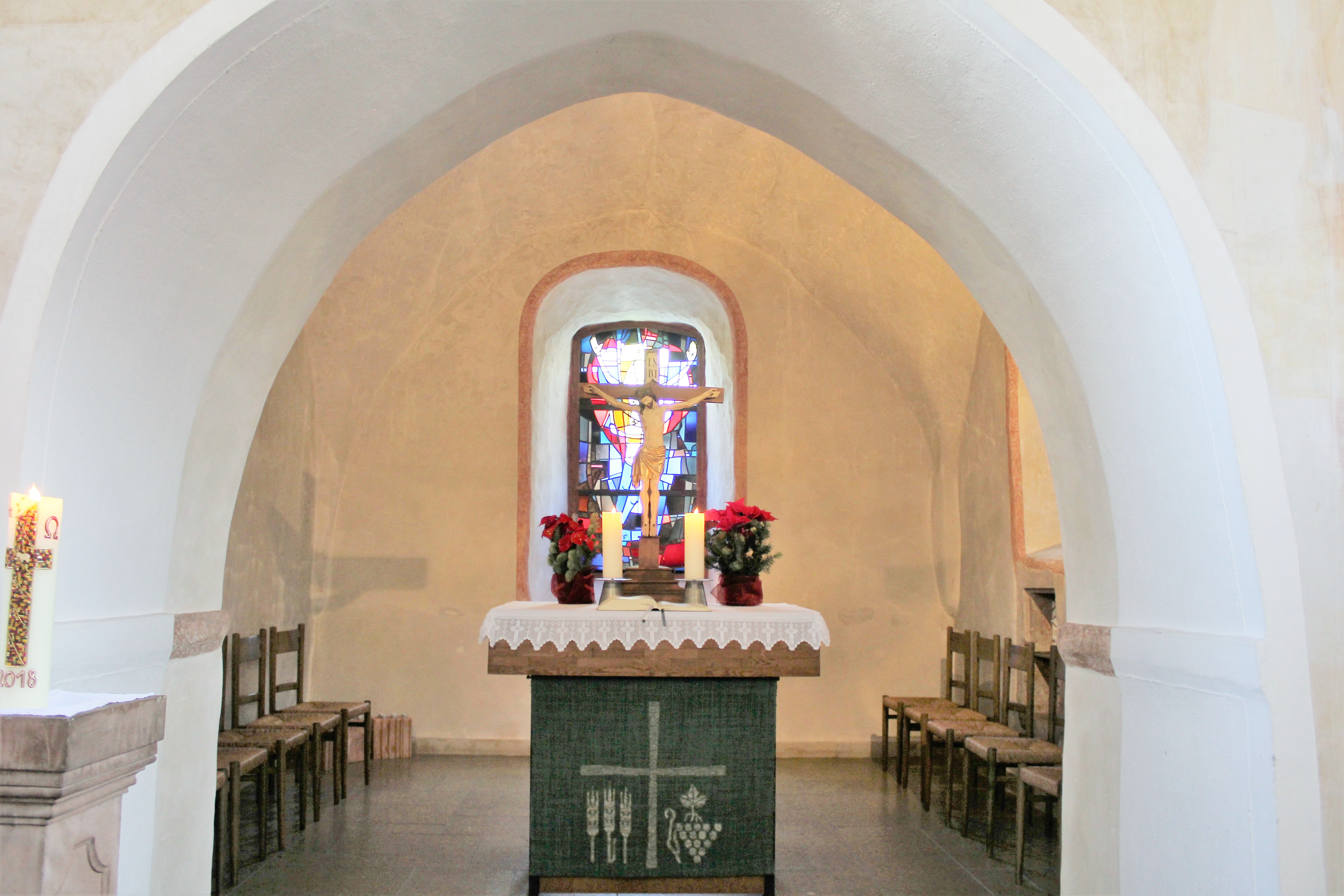
Chorraum in der mittelalterlichen Turmhalle

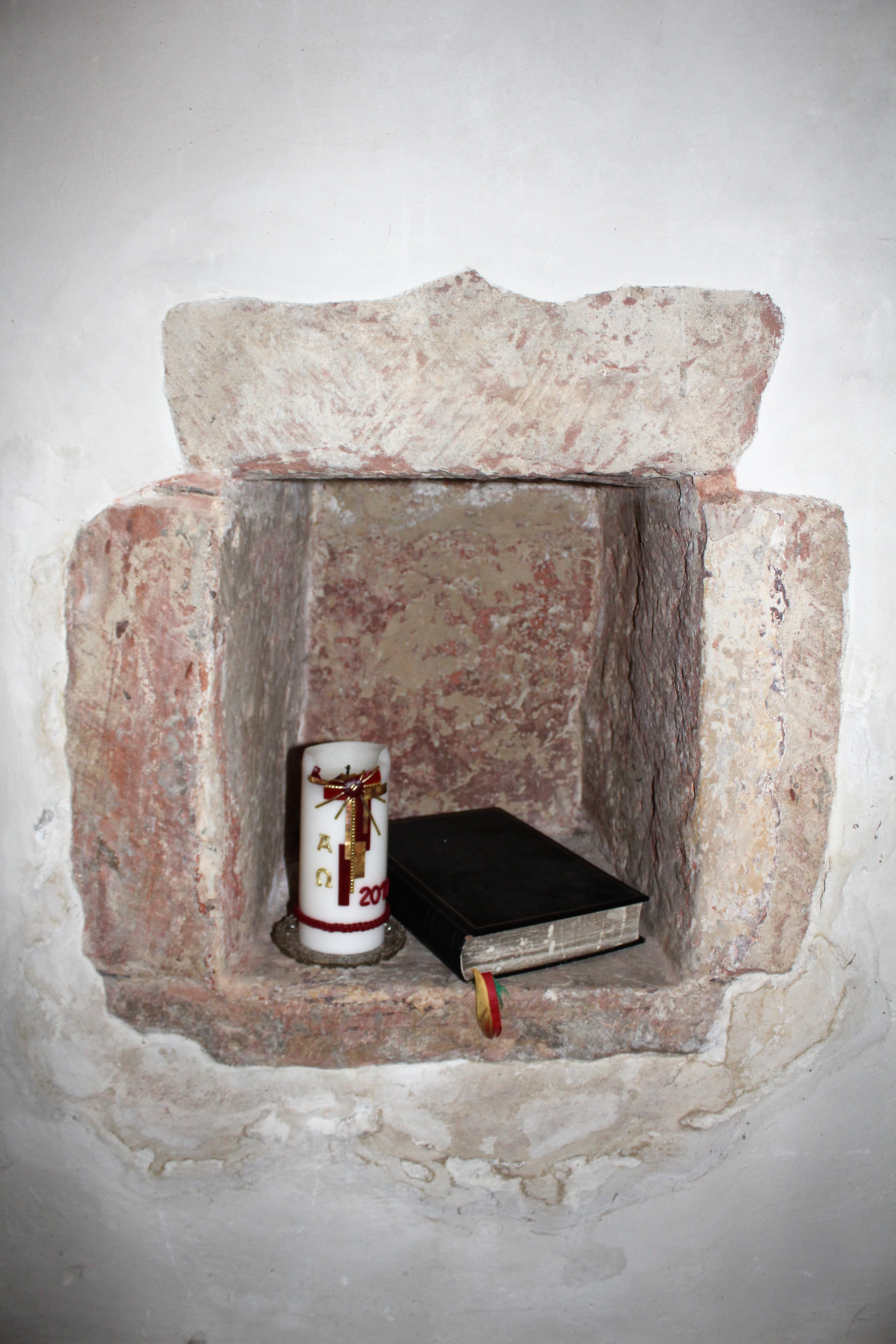
Mittelalterliche Sakramentsnische in der Südwand des Chorturms

Die Kirche in Leidenhofen geht spätestens auf die erste Hälfte des 13. Jahrhunderts zurück. In gotischer Zeit, vermutlich Ende des 14. Jahrhunderts, erfolgte der wehrhafte Umbau des Chorturms. Die gekuppelten Schallöffnungen des ersten Obergeschosses wurden vermauert und ein zinnenbewehrtes Geschoss in gröberer Bauweise aufgesetzt. In diesem Zuge oder einige Jahrzehnte später erhielt seinen mit Erkern besetzten Helm. Im späten Mittelalter gehörte der Ort zum Sendbezirk Ebsdorf und war dem Dekanat Amöneburg von St. Stephan im Bistum Mainz zugeordnet.
Mit Einführung der Reformation wechselte der Ort ab 1527 unter Conrad Schneider, der als Pfarrer in Ebsdorf wirkte, zum evangelischen Bekenntnis. Die Gemeinde Leidenhofen und die Mutterkirche Ebsdorf berichteten dem Landgrafen Philipp von Hessen im Jahr 1563 über die Baufälligkeit der Kirche, dass „etwan fur langen Jaren vnser Kirch vnß baufellig geweßen“. Im Jahr 1606 schloss sich die Kirchengemeinde mit Pfarrer Justus Textor dem reformierten Glauben an und wurde nach dessen Versetzung 1624 wieder lutherisch (vgl. Konfessionsverhältnisse in der Landgrafschaft Hessen-Kassel). Im Jahr 1698 ist von einer zweiten Tür die Rede, die vermutlich über eine Außentreppe zur Westempore führte. Diese wurde 1721 um eine Längsempore an der Nordwand ergänzt, die bis 1965 bestand. Zudem wurden im Barock große viereckige Fenster in das mittelalterliche Schiff eingebrochen und die romanischen Rundbogenfenster vermauert.
Eine Renovierung der Kirche fand im Jahr 1826 statt, bei der die mittelalterlichen Gewölbe ausgebrochen und der Dachstuhl erneuert und eine Flachdecke aus Lehm eingezogen wurden. Der Friedhof auf dem Kirchengelände wurde 1830 aufgelassen und am nördlichen Ortsrand ein neuer Friedhof angelegt, der 1877 erweitert wurde. Die Gemeinde schaffte 1875 zur Begleitung des Gemeindegesangs ein Harmonium an. Eine Innenrenovierung folgte im Jahr 1893 nach Plänen des Architekten Wilhelm Spahr, bei der auch einige Ausstattungsstücke ersetzt wurden. In den beiden Weltkriegen wurde die jeweils große Glocke zu Kriegszwecken beschlagnahmt und eingeschmolzen. Vor dem Einbau von zwei neuen Glocken im Jahr 1950 wurden das Dach und der Glockenstuhl erneuert.
Das Landeskirchenamt sprach sich 1964 für einen Abriss des Schiffs aus: „Der in den Turm eingebaute Kirchenraum ist schmucklos und in seinen Proportionen nicht sehr gut. Die hier notwendigen Instandsetzungsarbeiten würden bestenfalls eine Wiederherstellung des Raumes ergeben.“ Das Denkmalamt stimmt dem Abriss zu. Im Herbst 1965 erfolgte der Abriss, am Jahresende waren die Fundamente gelegt, im Mai 1966 stand der Rohbau nach einem revidierten Entwurf des Architekten Christian Geiler. Erhardt Jakobus Klonk schuf in den ersten Monaten des Jahres 1967 das raumbeherrschende Fresko an der Altarwand. Auch der Altarraum wurde neu gestaltet. Das noch intakte Buntglasfenster im Osten, das mosaikartig das Lamm Gottes mit der Siegesfahne zeigte, wurde durch ein modernes Fenster von Klonk ersetzt. Der Sandsteinaltar wich einem Altartisch aus Vierkantrohren mit Holzplatten und die alte Kanzel einem Lesepult. Zudem schaffte die Gemeinde ein neues Harmonium an. Das Zifferblatt der Turmuhr wurde abmontiert. Die hohe Friedhofsmauer und ihr Renaissance-Portal von 1598 aus Sandsteinfindlingen mit Kragsturzbogen wurden durch eine niedrige Mauer ersetzt. Die Einweihung des Kirchenneubaus fand im Jahr 1967 statt, über den rückblickend wie folgt geurteilt wurde: „Heute muss man diese Maßnahmen als einen unverantwortlichen Denkmalfrevel bewerten.“
Zwischen Kirche und Lutherhäuschen wurde 1975 ein Denkmal für die Gefallenen des Weltkriegs aufgestellt. Das Spritzen- und Leiterhaus an der Nordseite sowie das Backhaus, das 1958 durch eine im Sturm umgestürzte Linde schweren Schaden gelitten hatte, wurden abgerissen und 1960 durch ein Gefrierhaus ersetzt. Als dieses von der Dorfgemeinschaft nicht mehr genutzt wurde, erwarb die Kirchengemeinde es im Jahr 2007 und baute es in ein Gemeindehaus um.
Im Hinblick auf die Kirchenausstattung wurden im Laufe der Jahre einige Entscheidungen zurückgenommen. Eine erste Orgel baute Wolfgang Böttner im Jahr 1977. Für das als unpassend empfundene Stehpult erwarb die Gemeinde 1984 eine barocke, restaurierte Kanzel, die auf einem neuen Sockel vor dem südlichen Chorbogen aufgestellt wurde. Das moderne Kreuz von 1967 wurde wieder durch das alte Altarkreuz von 1893 ersetzt. Als Schäden an dem Wandbild auftraten, beschloss der Kirchenvorstand im Jahr 2013 eine Sanierung, die im selben Jahr für 10.000 Euro durchgeführt wurde. Das Kriegerdenkmal wurde im Jahr 2015 an die Nordwand des Kirchturms umgesetzt, um die entstehende Freifläche für kirchliche Veranstaltungen nutzen zu können. Im Jahr 2017 erhielt der Kirchturm wieder eine Uhr samt Zifferblatt.

## Architektur

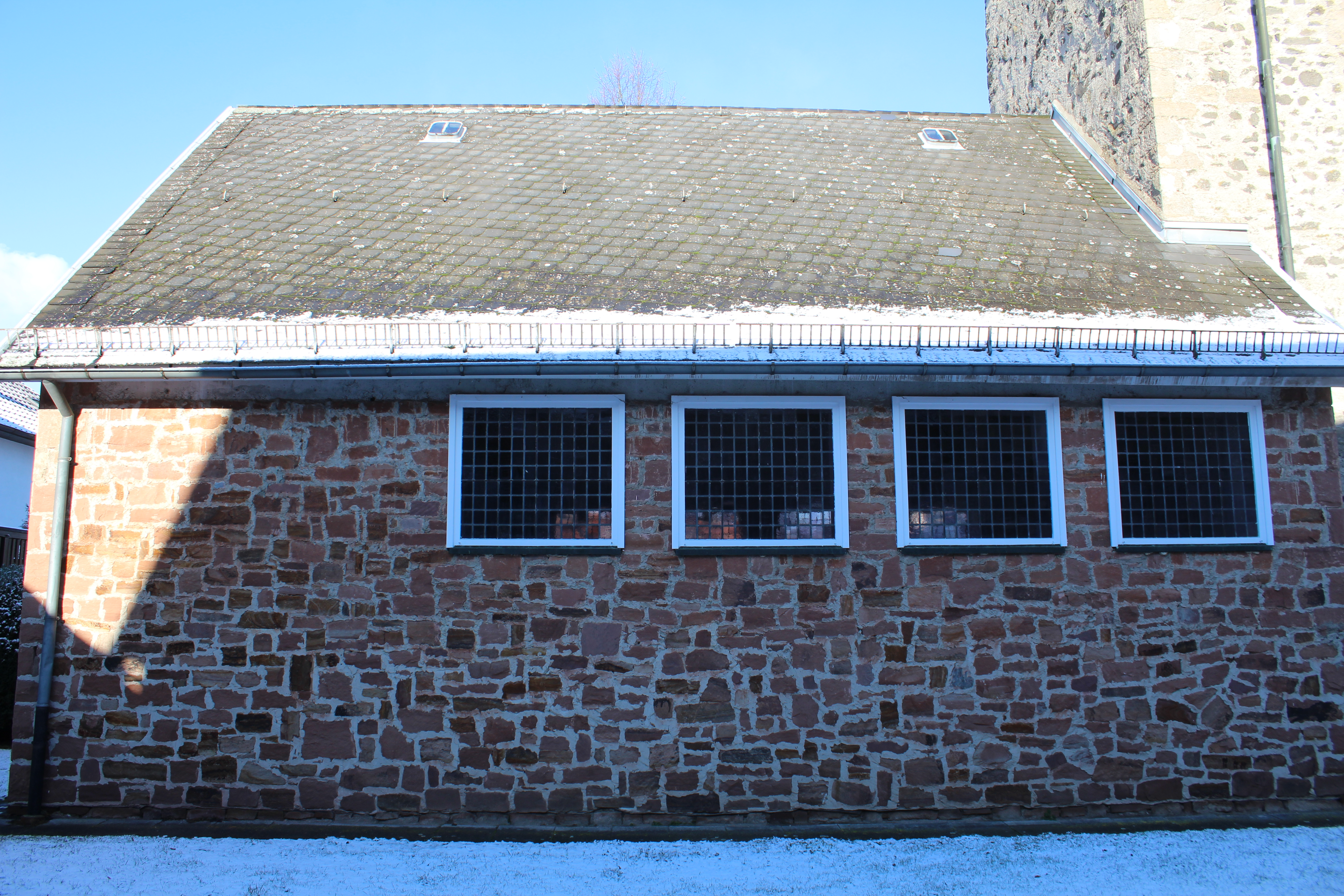
Kirchenschiff von 1967

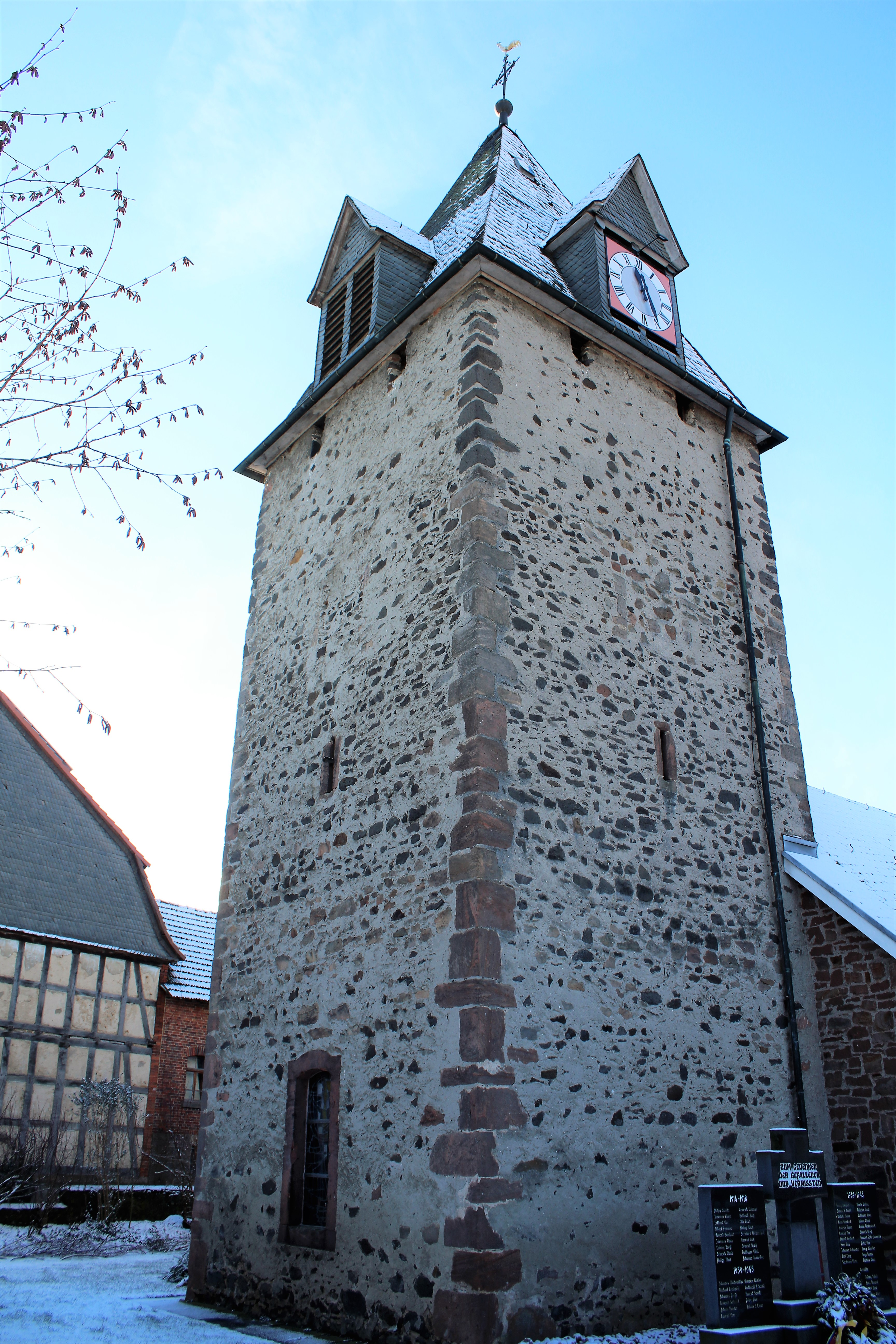
Nordostseite des Chorturms

Die nicht exakt geostete, sondern nach Ost-Nordost ausgerichtete Kirche ist im Ortszentrum errichtet. Der umgebende Friedhof wird seit 1830 nicht mehr für Bestattungen genutzt. Die Kirche besteht aus zwei Baukörpern, dem spätromanischen Chorturm im Osten und dem neuzeitlichen Kirchenschiff im Westen. Das alte zweijochige Schiff war wahrscheinlich zeitgleich mit dem Turm entstanden. Ungewöhnlich für die Region ist die Verwendung von Feldsteinen. Das romanische Mauerwerk weist eine Stärke von 1,00 bis 1,50 Meter auf.
Das Schiff von 1967 aus gebrochenem Sandstein ersetzt den mittelalterlichen Vorgängerbau. In Größe, Form und verwendetem Material ist eine deutliche Kontinuität angestrebt worden, auch wenn das alte Schiff, das durch ein Rundbogenportal im Norden erschlossen wurde, etwas flacher und schmaler war. Ein Satteldach bedeckt das Schiff und ist über dem vorgezogenen Eingang an der westlichen Nordseite abgeschleppt. Die Kirche wird an den Langseiten durch je vier hochsitzende querrechteckige Fenster belichtet. An der westlichen Schmalseite sind im Giebeldreieck drei viereckige Fenster eingelassen. An der Südseite des Turms und der angrenzenden Ostseite des Schiffs sind zwei barocke Grabsteine aus rotem Sandstein aufgestellt, die im 18. Jahrhundert angefertigt wurden. Über dem Sockelbereich ist jeweils ein Schriftfeld angebracht und darüber der Gekreuzigte und die Familie der Verstorbenen dargestellt. 
Der massiv aufgemauerte, ungegliederte Turmschaft auf quadratischem Grundriss ist aus verputztem Bruchsteinmauerwerk mit Eckquaderung aus rotem Sandstein errichtet. Das erste Obergeschoss hat an den drei freistehenden Seiten je eine schmale Schießscharte, die vermutlich erst in gotischer Zeit eingebrochen wurden. Das zweite Obergeschoss hatte ursprünglich gekuppelte Öffnungen, die heute vermauert sind. Die zinnenbewehrte Konstruktion ist noch erkennbar, der ein verschieferter Pyramidenhelm aufgesetzt ist. Er hat an jeder Seite einen vorkragenden Erker mit einem Dreiecksgiebel. Vor dem nördlichen Erker ist das Zifferblatt der Turmuhr angebracht. Der Turmhelm wird von einem Turmknauf, einem Kreuz und einem vergoldeten Wetterhahn bekrönt.
Im Inneren ist die kuppelige Turmhalle gratgewölbt und hat im Osten ein hochrechteckiges Fenster mit flachem Stichbogen, das wohl von 1732/1733 stammt, und im Süden über einer viereckigen Sakramentsnische ein kleines Spitzbogenfenster. Weiter westlich in der Südwand ist eine weitere viereckige Sakramentsnische eingelassen. Ein stumpfer Spitzbogen öffnet den Chor zum Kirchenraum.

## Ausstattung

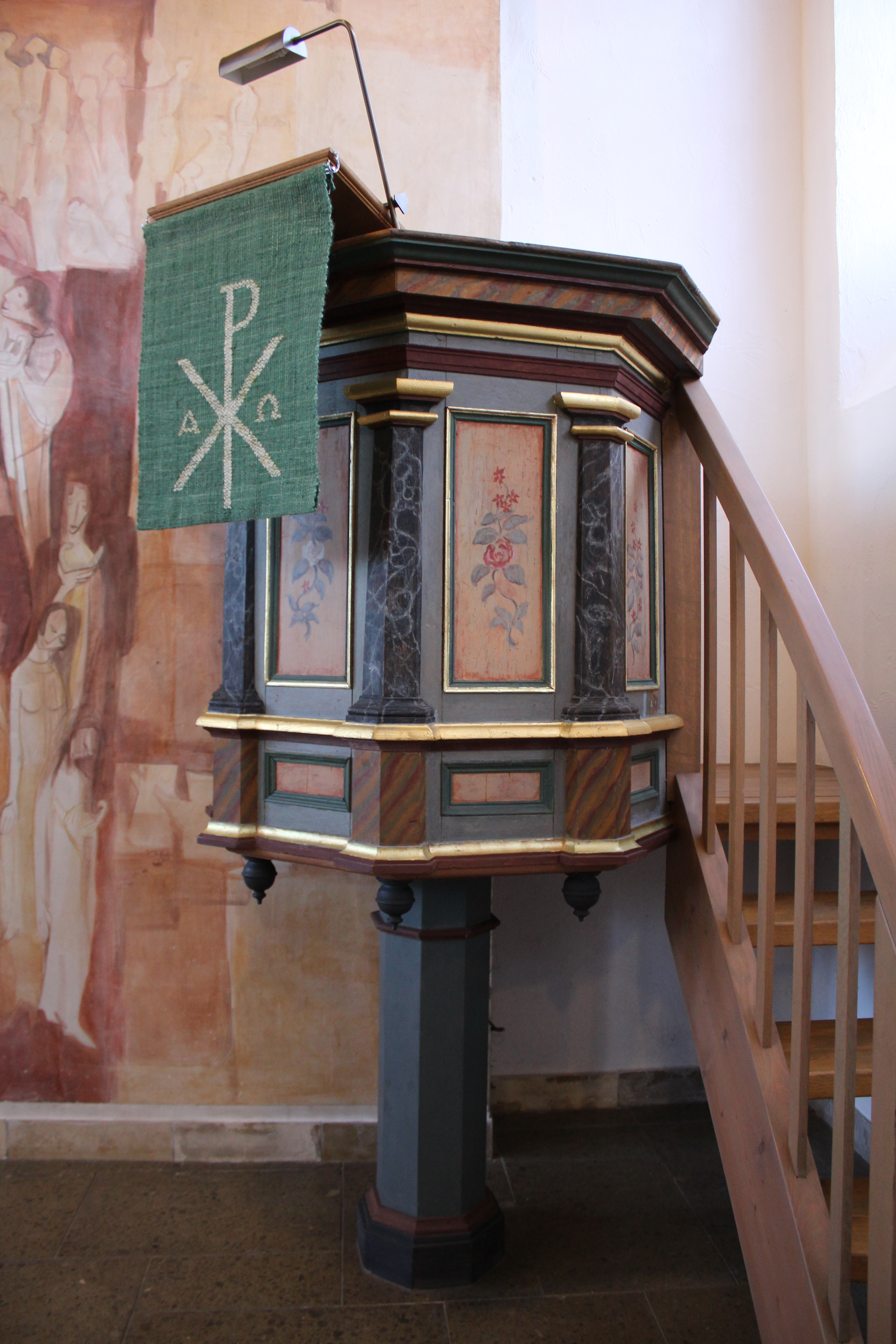
Alte Kanzel

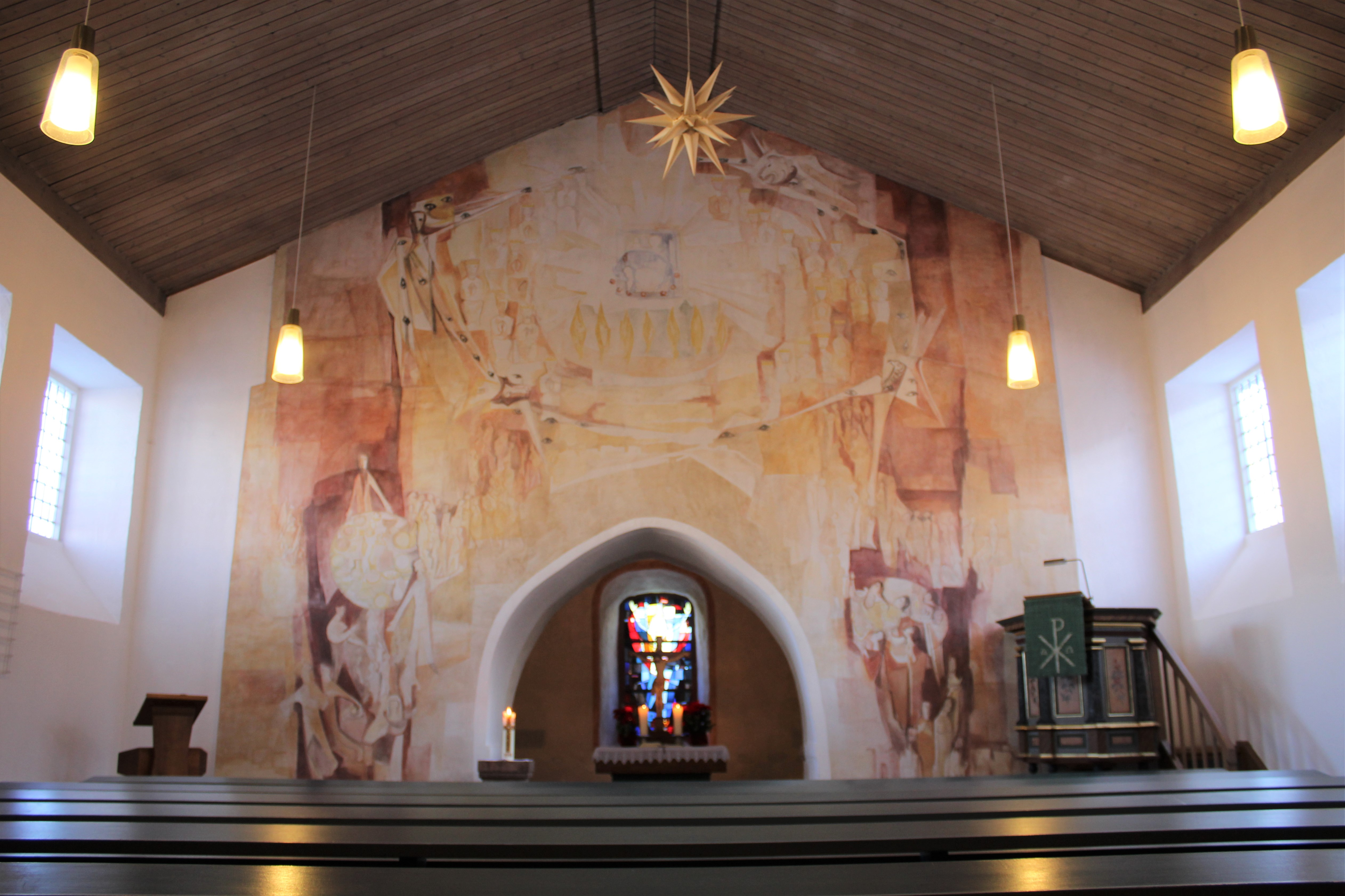
Blick auf das Wandbild von Klonk

Der Innenraum des Schiffes wird von einer holzvertäfelten Spitzdecke abgeschlossen. Die Westempore dient als Aufstellungsort für die Orgel. Die Ausstattungsstücke der Vorgängerkirche wurden nicht in den Neubau übernommen. Die alte Altarwand mit dem Chorbogen wird von einem monumentalen Wandbild in verschiedenen Ockertönen beherrscht, das Erhardt Jakobus Klonk aus Wetter 1967 in Freskotechnik ausführte. Es zeigt die Thronsaalvision mit der Anbetung des Lammes nach Motiven aus Offb 4,LUT : zentral den Thron Gottes mit dem geschlachteten Lamm Gottes, darunter sieben rote Siegel und sieben gelbe Flammen, seitlich in zwei Halbkreisen die 24 bekrönten Ältesten, die von vier mit Augen besetzten Wesen mit den vier Evangelistensymbolen (Mensch, Stier, Löwe, Adler) umschlossen werden. An der linken Seite ist die Einladung zum großen Festmahl und an der rechten Seite das Gleichnis von den klugen und törichten Jungfrauen dargestellt.
An der nördlichen Chorwand ist eine Inschrift mehrfach erneuert worden und nur fragmentarisch erhalten, lautet vermutlich aber: „Ach lass du hirt mich besen / Durch Christi Leip und bluth genesen“. In der Turmhalle steht seit dem Kirchenneubau ein tischförmiger Altar, der aus eisernen Vierkantrohren und Holzplatten gefertigt ist. Auf dem Altartisch steht ein hölzernes Altarkreuz mit Kruzifix von 1893. Der polygonale hölzerne Kanzelkorb vor dem südlichen Chorbogen ruht auf einer achtseitigen Säule. Die Kanzelfelder zeigen zwischen schwarz marmorierten Ecksäulen Blumenranken. Die umlaufenden Kranzgesimse sind vergoldet. Am nördlichen Chorbogen ist der vierseitige Taufstock und in der Nordostecke ein hölzernes Lesepult aufgestellt. Das Kirchengestühl besteht aus breiten Bänken in dunkelgrüner Fassung, die einen Mittelblock bilden.

## Orgel

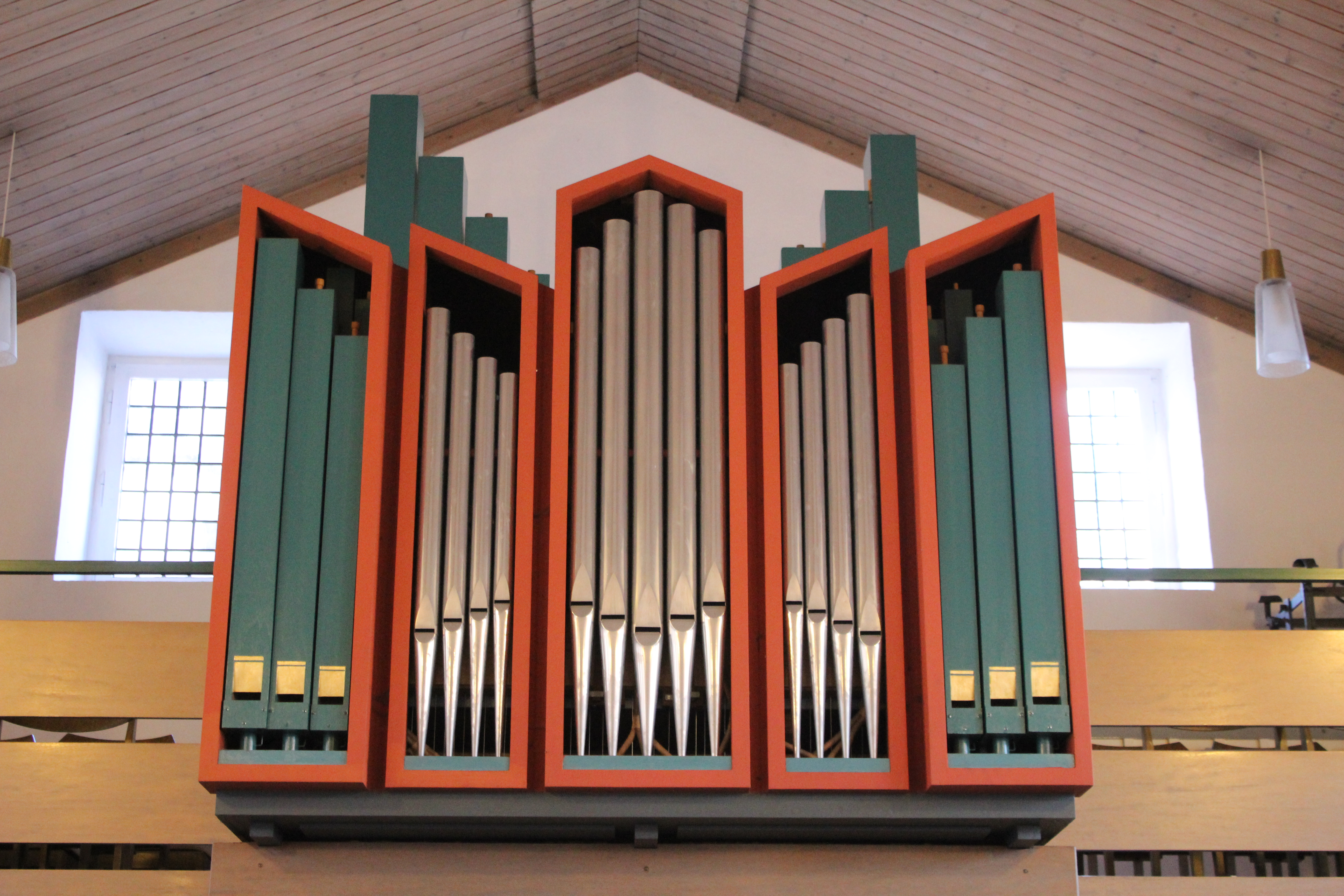
Böttner-Orgel von 1967

Auf der Westempore steht ein  Brüstungsorgel von 1977 aus der Werkstatt von Wolfgang Böttner. Vorher besaß die Kirche keine Orgel. Die einmanualige Orgel hat einen Spieltisch mit Blick in die Gemeinde. Der Prospekt ist fünfteilig mit karminrot gerahmten Kästen. Das Mittelfeld wird von je zwei schmalen trapezförmigen Feldern flankiert. In den drei Mittelfeldern sind Metallpfeifen aufgestellt, in den Randfeldern türkisfarbig gefasste Holzpfeifen. Die ebenfalls türkisfarbenen hölzernen Pfeifen des Subbass 16′ (Pedalwerk) sind hinterständig aufgestellt. Das Pedal ist fest angekoppelt. Die Disposition mit sieben Registern lautet wie folgt:
| I Manual C–g3 |       |
| Gedackt       | 8′    |
| Prinzipal     | 4′    |
| Rohrflöte     | 4′    |
| Waldflöte     | 2′    |
| Nasat         | 1 ⁄3′ |
| Mixtur III    | 1′    |

| Pedal C–d1 |     |
| Subbass    | 16′ |

## Geläut
Die Glockenstube beherbergt ein Dreiergeläut. Im Jahr 1562 zersprang die einzige Glocke und wurde im selben Jahr oder 1563 ersetzt. Im Jahr 1867 goss Georg Otto aus Gießen die eine oder die zwei vorhandenen Glocken um. Die große Glocke wurde 1917 zu Rüstungszwecken abgeliefert und eingeschmolzen. Die Firma Rincker in Sinn ersetzte 1922 die Glocke. 1942 erlitt sie dasselbe Schicksal wie die Vorgängerglocke, sodass die Gemeinde 1950 nach Erneuerung des abgängigen Glockenstuhls zwei neue Rincker-Glocken gießen ließ. Die kleine Glocke von 1867 wurde beibehalten. Die große Glocke wurde von den Waldinteressenten gestiftet und die mittlere von der Kirchengemeinde finanziert. Eine Besonderheit der Läuteordnung ist, dass nicht nur zu Gottesdiensten das Vollgeläut mit allen drei Glocken erklingt, sondern auch täglich als Morgen-, Mittags- und Abend-Geläut. 2017 erhielt der Turm ein neues Uhrwerk. Die alte Turmuhr wurde von Uwe Hahn restauriert und soll ausgestellt werden.
| Nr. | Gussjahr | Gießer, Gussort    | Schlagton | Inschrift |
| --- | -------- | ------------------ | --------- | --- |
| 1   | 1950     | Rincker, Sinn      | a1        | „LOBET DEN HERRN DER KIRCHE LEIDENHOFEN GESTIFTET VON DEN WALDINTERESSENTEN A 1950 D GOSSEN MICH GEBRUEDER RINCKER SINN NO 7050“ |
| 2   | 1950     | Rincker, Sinn      | c2        | „EHRE SEI GOTT IN DER HOEHE A 1950 D GOSSEN MICH GEBRUEDER RINCKER SINN NO 7051“                                                 |
| 3   | 1867     | Georg Otto, Gießen | d2        | „Gegossen für Leidenhofen durch GEORG OTTO in Giessen UND FRIEDE AUF ERDEN UND DEN MENSCHEN EIN WOHLGEFALLEN + A. DOM 1867“      |